# Gianni Averaimo
Giovanni Averaimo, detto Gianni (Genova, 10 settembre 1964), è un ex pallanuotista e allenatore di pallanuoto italiano, vincitore di una medaglia d'oro ai Giochi olimpici di Barcellona 1992.

## Carriera
Nel 1985 con le Fiamme Oro ottenne la promozione in serie A1, con  il Savona arrivò in finale di Coppa dei Campioni e fu per due volte vicecampione d'Italia. Giocò una finale scudetto anche con la Roma, squadra con la quale fu inoltre finalista nella Coppa delle Coppe e nella Supercoppa Europea. Con il Brescia arrivò in finale di Coppa LEN. Conclusa la carriera agonistica, ha intrapreso quella di allenatore nel settore giovanile della Rari Nantes Savona. Dal 2014 è viceallenatore e dirigente della Sport Management Verona.

## Palmarès
- Campionato italiano: 2

R.N. Savona: 1990-91, 1991-92
- Coppe Italia: 4

Arenzano: 1987-88
R.N. Savona: 1989-90, 1990-91, 1992-93
- Coppa delle Coppe: 2

Arenzano: 1988-89
Roma: 1995-96

### Nazionale
- Olimpiadi

Barcellona 1992: 
- Mondiali

Madrid 1986: 
Roma 1994: 
- Europei

Strasburgo 1987: 
Bonn 1989: 
Sheffield 1993: 
- Coppa del Mondo

Berlino Ovest 1989: 
Atene 1993: 
- Giochi del Mediterraneo

Latakia 1987: 
Atene 1991: 
Linguadoca-Rossiglione 1993: 